# Зельке, Дэви
Дэ́ви Зе́льке (нем. Davie Selke; 20 января 1995, Шорндорф, Баден-Вюртемберг) — немецкий футболист, нападающий турецкого клуба «Истанбул Башакшехир».
На юношеском уровне Зельке сменил немыслимое количество клубов: «Штутгарт», «Штутгартер Кикерс», «Хоффенхайм», «Вердер» и ещё пять команд, выступающих в низших дивизионах Германии. В 2013 году начал свою профессиональную карьеру в основном составе «Вердера». За два года сыграл в 33 матчах, в которых отметился девятью забитыми голами. В 2015 году подписал соглашение с «РБ Лейпцигом».
Дэви играл за сборные Германии до 16, 17, 18, 19, 21 и 23 лет. Наивысших достижений добился в команде до 19 лет, с которой выиграл чемпионат Европы в 2014 году. На том турнире Зельке стал лучшим бомбардиром и лучшим игроком.
Летом 2016 года в составе Олимпийской сборной Германии вышел в финал тридцать первых летних Олимпийских Игр, проходивших в Бразилии, команда уступила минимально － гол за бразильцев забил Неймар. Германия увидела совершенно новую линию атаки Сане-Зельке-Гнабри с быстрыми вингерами и габаритной пробивной 9-кой.
В составе молодёжной сборной Штефана Кунца － выиграл Евро U21 2017, забив несколько важных мячей в отборе и финальной части, создав один из самых зрелищных чемпионатов за всю историю.
По версии целого ряда футбольных экспертов, в будущем Зельке мог заменить в сборной Германии Мирослава Клозе.

## Биография
Родился в маленьком городке Шорндорф, население которого составляет всего 40 000 человек. Его отец — эфиоп, мать — из Чехии. Получить достойное футбольное образование в своем родном городе Зельке не мог, поэтому начал скитаться по различным молодёжным командам. Дэви успел сменить четыре коллектива из низших дивизионов, пока не оказался в «Штутгарте». Но «швабы» тогда не испытывали недостатка с молодыми кадрами, поэтому, не увидев в нём никаких перспектив, отправили дальше в «Норманнию». В 2009 году Зельке попал в набор «Хоффенхайма», база которого располагается в таком же маленьком городке как Шорндорф. Здесь нападающий задержался на четыре года, но так же не смог убедить руководство «сине-белых» в своей перспективности.
Дави － религиозен. Его часто можно видеть в церкви. Раздаёт интервью на религиозные темы. Женат на уроженке ФРГ Эвелин, которая вскоре после замужества стала популярным лайф-блогером и ведёт страницы инстаграм и ютуб о совместной жизни с Дэви.

### Клубная карьера
Летом 2013 года Зельке перебрался по свободному трансферу в «Вердер», где тут же был отправлен во вторую команду к Виктору Скрипнику. Впоследствии именно Скрипник откроет Дэви двери в профессиональный футбол. А пока Зельке стал на один сезон основным бомбардиром дубля. В 26 матчах он забил девять голов и помог своей команде финишировать на втором месте в северной региональной лиге. 3 ноября 2013 года ему удалось дебютировать и за первую команду в матче против «Ганновера». Всего в своём дебютном сезоне на счету Дэви три матча бундеслиги. Свой дебютный гол за бременский клуб Дэви забил 20 сентября 2014 года в матче против «Аугсбурга» (2:4).

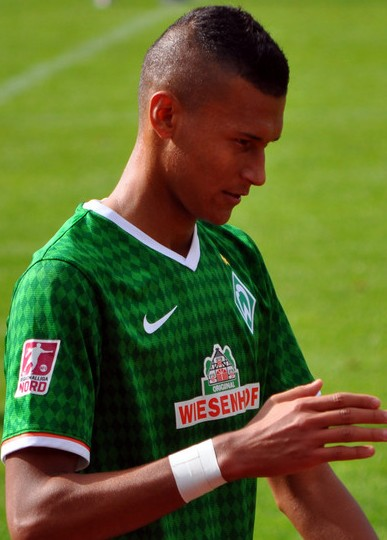
Зельке в 2013 году

По-настоящему Дэви закрепился в основе к декабрю 2015 года, когда команду возглавил Скрипник. В шести матчах под руководством украинского наставника Зельке забил два гола и отдал две голевые передачи. Вскоре Зельке переподписал свой контракт, надеясь стать легендой бременского коллектива. Однако уже летом 2015 года «Вердер» объявил о продаже талантливого форварда в клуб второй Бундеслиги «РБ Лейпциг». Переход игрока в стан «быков» стал для многих неожиданностью. Сумма трансфера составила 8 миллионов евро.
25 июля Зельке начал свою карьеру во втором дивизионе. 3 августа забил первый гол, поразив ворота «Гройтера» (2:2). В сентябре Дэви смог выдать серию из трех результативных матчей, оформив дебютный дубль в профессиональной карьере (в поединке против «Нюрнберга»). До конца сезона Зельке забил 10 голов и раздал 3 голевые передачи, а его команда заняла второе место и впервые в истории вышла в Бундеслигу. Накануне возвращения в элитный дивизион Зельке отправился на Олимпиаду в Рио, где помог немцам выйти в финал. Новый наставник «быков» Ральф Хазенхюттль по каким-то причинам не находил для Дэви место в основном составе. Тем не менее, выходя на замены, футболист постоянно приносил своей команде пользу. 17 сентября он вышел на 11 минут матча против «Гамбурга» (3:1) и забил гол, а 23 октября и вовсе провёл на поле 19 минут в матче против «Вердера», за которые успел забить мяч и отдать голевую передачу.
1 июля 2017 года перешел в берлинскую «Герту». Контракт Зельке рассчитан на пять лет. В первом сезоне в Бундеслиге нападающий отыграл 27 матчей при этом забив 10 голов . В сезоне 2019/20 Зельке присоединился к «Вердеру».
Перед началом сезона 2021/22 Дэви Зельке вернулся в «Герту». 30 апреля 2022 года футболист провел свой 100 матч в Бундеслиге за «Герту».
В 2023 подписал контракт с «Кёльном».

### Карьера в сборной
Свою профпригодность он доказывал во всех возрастных группах сборной. Будучи никому не известным игроком «Хоффенхайма», он забил 2 гола в 5 матчах за сборную до 17 лет. В команде до 18 результативность увеличилась до 4 голов в 7 встречах.
В составе сборной до 19 лет стал победителем, лучшим бомбардиром и игроком юношеского чемпионата Европы 2014.
В составе бундестим U21 стал наконечником знаменитой тройки нападения Штефана Кунца: Сане－Зельке－Гнабри, завоевав серебро олипиады в Рио и выиграв молодёжное Евро 2017. Стал ключевым игроком нападения и авторитетом в команде.

## Статистика
| Клуб             | Сезон            | Лиги              | Лиги | Лиги | Кубки | Кубки | Еврокубки | Еврокубки | Всего | Всего |
| Клуб             | Сезон            | Лига              | Игры | Голы | Игры  | Голы  | Игры      | Голы      | Игры  | Голы  |
| ---------------- | ---------------- | ----------------- | ---- | ---- | ----- | ----- | --------- | --------- | ----- | ----- |
| Вердер           | 2013-14          | Бундеслига        | 3    | 0    | 0     | 0     | —         | —         | 3     | 0     |
| Вердер           | 2014-15          | Бундеслига        | 30   | 9    | 3     | 1     | —         | —         | 33    | 10    |
| Вердер           | Всего            | Всего             | 33   | 9    | 3     | 1     | 0         | 0         | 36    | 10    |
| РБ Лейпциг       | 2015-16          | Вторая Бундеслига | 30   | 10   | 2     | 0     | —         | —         | 32    | 10    |
| РБ Лейпциг       | 2016-17          | Бундеслига        | 21   | 4    | 0     | 0     | —         | —         | 21    | 4     |
| РБ Лейпциг       | Всего            | Всего             | 51   | 14   | 2     | 0     | 0         | 0         | 53    | 14    |
| Герта            | 2017-18          | Бундеслига        | 27   | 10   | 1     | 0     | 3         | 4         | 31    | 14    |
| Герта            | 2018-19          | Бундеслига        | 22   | 3    | 2     | 1     | —         | —         | 24    | 4     |
| Герта            | Всего            | Всего             | 50   | 13   | 3     | 1     | 3         | 4         | 56    | 18    |
| Всего за карьеру | Всего за карьеру | Всего за карьеру  | 134  | 36   | 8     | 2     | 3         | 4         | 145   | 42    |